# Žerotín (district de Louny)
Pour les articles homonymes, voir Žerotín.
Žerotín (en allemand : Scherotin) est une commune du district de Louny, dans la région d'Ústí nad Labem, en République tchèque. Sa population s'élevait à 215 habitants en 2021.

## Géographie
Žerotín se trouve à 11 km au sud-est de Louny, à 43 km au sud-sud-ouest d'Ústí nad Labem et à 45 km au nord-ouest de Prague.
La commune est limitée par Panenský Týnec, par Úherce au nord-est, par Hořešovice au sud-est, par Zichovec et Bílichov au sud, et par Hříškov à l'ouest.

## Histoire
La première mention écrite du village date de 1250.

## Transports
Par la route, Žerotín se trouve à 13 km de Louny, à 60 km d'Ústí nad Labem et à 51 km de Prague.